# Liste der Stolpersteine in Agder
Die Liste der Stolpersteine in Agder listet alle Stolpersteine in der norwegischen Provinz (Fylke) Agder auf. Stolpersteine erinnern an das Schicksal der Menschen, die von den Nationalsozialisten ermordet, deportiert, vertrieben oder in den Suizid getrieben wurden. Die Stolpersteine wurden vom deutschen Künstler Gunter Demnig konzipiert und werden zumeist von ihm selbst verlegt. Im Regelfall liegen die Stolpersteine vor dem letzten selbstgewählten Wohnort des Opfers. Stolpersteine werden auf Norwegisch snublesteiner genannt.
Alle Stolpersteine dieser Provinz sind Widerstandskämpfern gegen das nationalsozialistische Besatzungsregime gewidmet. Die ersten, bislang einzigen Verlegungen in dieser Provinz fanden am 23. Oktober 2021 in Flekkefjord statt.

## Verlegte Stolpersteine

### Flekkefjord
In Flekkefjord wurden acht Stolpersteine an sechs Adressen verlegt.
| Stolperstein | Übersetzung | Verlegort       | Name, Leben |
| ------------ | --- | --------------- | --- |
|              | HIER WOHNTE ARNE JOSTEIN INGEBRETHSEN GEB. 1903 WIDERSTANDSBEWEGUNG VERHAFTET 23.6.1943 INTERNIERT IN GRINI DEPORTIERT 1943 NATZWEILER, DACHAU ERMORDET 7.1.1945 MAUTHAUSEN-MELK                      | Vollgaten 5     | Arne Jostein Ingebrethsen wurde am 9. Juli 1903 in Flekkefjord geboren. Sein Vater war Redakteur einer Zeitung, die Mutter arbeitete als Typografin. 1933 heiratete er Inger geb. Johansen. Das Paar bekam zwei Söhne, Bjørn, geboren 1934 und Aage, geboren 1942. Arne Ingebrethsen wurde Redakteur der Lokalzeitung und versucht, die Bevölkerung zum Kampf für die Freiheit des Landes zu ermutigen. Er tut dies mit Fabeln und Märchen, die als „harmlos“ gelten und so die strenge Zensur unterlaufen. Im August 1940, einen Tag nach Erscheinen eines solchen Textes, wurde Arne Ingebrethsen verhaftet und die Zeitung von den Deutschen vorübergehend geschlossen. Drei Monate später wurde er aus dem Osloer Gefängnis entlassen. Er schloss sich dem Widerstand an und wirkte als Hintermann klandestiner Operationen. Er wurde vom berüchtigtsten Denunzianten des Sørlandet denunziert, am 23. Juni 1943 von Deutschen entführt, in eine abgelegene Hütte verschleppt, dort verhört und gefoltert. Nach drei Tagen brachte man ihn in das Hauptquartier der Gestapo in Kristiansand und setzte die Folterungen fort. Im Juli 1943 kam er in die Møllergata 19 in Oslo, das Hauptquartier der Gestapo in Norwegen, später in das Polizeihäftlingslager Grini. Er wurde als „Nacht-und-Nebel“-Häftling selektiert und am 13. November 1943 nach Deutschland deportiert. Er wusste nicht, wohin er kommen wird und was ihn erwartete. Seine Familie erhielt keinerlei Mitteilung über seinen Aufenthalt. Jeder Kontakt nach Norwegen wurde unterbunden. Im KZ Natzweiler sollten sich die „Nacht-und-Nebel“-Häftlinge – bei minimalen Essensrationen – zu Tode arbeiten. Im Laufe weniger Monaten wurden viele zu „Muselmännern“. Anfang September 1944 wurden die Natzweiler-Häftlinge nach Dachau evakuiert. Für 70 der norwegischen „Nacht-und-Nebel“-Häftlinge ging der Transport weiter nach Mauthausen und von dort in die Außenlagern Ebensee, Gusen und Melk. Arne Ingebrethsen kam am 7. Jänner 1945 in Melk ums Leben. |
|              | HIER WOHNTE INGO JOHANSEN GEB. 1921 WIDERSTANDSBEWEGUNG VERHAFTET 7.12.1942 INTERNIERT IN GRINI FREIGEKOMMEN                                                                                          | Sirdalsgaten 10 | Ingolf Johansen, geboren 1921, hatte zumindest zwei ältere Brüder, Sverre und Thoralf. Alle drei beteiligten sich an der Widerstandsbewegung. Ingolf Johansen war der erste der drei, der verhaftet wurde, und zwar am 7. Dezember 1942. Er wurde im Polizeihäftlingslager Grini gefangen gehalten, später freigelassen. Auch die Brüder konnten die NS-Besatzungszeit überleben. |
|              | HIER WOHNTE SVERRE JOHANSEN GEB. 1910 WIDERSTANDSBEWEGUNG VERHAFTET 30.3.1944 INTERNIERT IN GRINI MØLLERGATA 19 FREIGEKOMMEN                                                                          | Sirdalsgaten 10 | Sverre Johansen, geboren 1910, hatte zumindest zwei Brüder, Ingolf und Thoralf. Alle drei beteiligten sich an der Widerstandsbewegung. Der jüngste, Ingolf Johansen, war der erste der drei, der verhaftet wurde, und zwar am 7. Dezember 1942. Die beiden anderen Brüder wurden am 30. März 1944 verhaftet. Sie wurden im Polizeihäftlingslager Grini und im Gestapo-Hauptquartier Møllergata 19 gefangen gehalten, später freigelassen. Alle drei Brüder konnten die NS-Besatzungszeit überleben. |
|              | HIER WOHNTE THORALF JOHANSEN GEB. 1918 WIDERSTANDSBEWEGUNG VERHAFTET 30.3.1944 INTERNIERT IN GRINI MØLLERGATA 19 FREIGEKOMMEN                                                                         | Sirdalsgaten 10 | Thoralf Johansen, geboren 1918, hatte zumindest zwei Brüder, Ingolf und Sverre. Alle drei beteiligten sich an der Widerstandsbewegung. Der jüngste, Ingolf Johansen, war der erste der drei, der verhaftet wurde, und zwar am 7. Dezember 1942. Die beiden anderen Brüder wurden am 30. März 1944 verhaftet. Sie wurden im Polizeihäftlingslager Grini und im Gestapo-Hauptquartier Møllergata 19 gefangen gehalten, später freigelassen. Alle drei Brüder konnten die NS-Besatzungszeit überleben. |
|              | HIER WOHNTE UND ARBEITETE TOR NJAA GEB. 1912 WIDERSTANDSBEWEGUNG VERHAFTET 4.5.1942 INTERNIERT IN GRINI DEPORTIERT 1943 NATZWEILER ERMORDET 7.9.1944 DACHAU                                           | Elvegaten 11    | Tor Njaa wurde am 23. Oktober 1912 in Flekkefjord geboren. Er zählte zu den Widerstandskämpfern Norwegens in der Zeit der NS-Besetzung des Landes. Seine Mutter stammte aus Flekkefjord, sein Vater aus Time. Er besuchte Mittel- und Handelsschule. Er leitete die Widerstandsorganisation Milorg von Flekkefjord und war ein enger Mitarbeiter von Gunvald Tomstad (1918–1970). Tomstad warnte ihn vor seiner Verhaftung, doch Tor Njaa wollte seine Mutter nicht im Stich lassen. Er wurde im August 1942 festgenommen und war danach mit einer kurzen Unterbrechung bis 19. März 1943 in der Møllergata 19, dem Gestapo-Hauptquartier, inhaftiert. Danach wurde er in das Polizeihäftlingslager Grini überstellt, später nach Deutschland. Er starb am 5. September 1944 auf dem Transport in das KZ Natzweiler. |
|              | HIER WOHNTE EINAR KORSVIG RASMUSSEN GEB. 1895 WIDERSTANDSBEWEGUNG VERHAFTET 21.1.1942 OSLO INTERNIERT IN BREDTVEIT FLUCHT IN DEN TOD 6.4.1942 MØLLERGATA 19                                           | Sirdalsgaten 4  | Einar Korsvig Rasmussen, geboren 1895 in Flekkefjord. Er heiratete Ragnhild Christensen, eine Schwester des Theaterregisseurs Halfdan Christensen. Rasmussen war Widerstandskämpfer. Einerseits kümmerte er sich um den zivilen Ungehorsam, andererseits war er für klandestine Aktionen tätig. Er wurde am 21. Januar 1942 in Oslo verhaftet und in Bredtveit gefangen gehalten, gefoltert und strengen Verhören unterzogen. Ein Mitgefangener schrieb über die letzten Stunden von Rasmussen, dass dieser befürchtete, die nächste Folter nicht zu überstehen und seine Kontakte zu verraten. Einar Korsvig Rasmussen verübte am 6. April 1942 im Haus Møllergata 19 in Oslo Selbstmord, im Hauptquartier der Gestapo in Norwegen, um seine Kontakte zu schützen. |
|              | HIER ARBEITETE ALF SKAARA GEB. 1914 WIDERSTANDSBEWEGUNG VERHAFTET 4.12.1942 INTERNIERT IN GRINI DEPORTIERT 1943 NATZWEILER, DACHAU ERMORDET 23.12.1944 MAUTHAUSEN-GUSEN                               | Kirkegaten 23   | Alf Skåra wurde am 9. Juli 1914 in Egersund geboren. Er erlernte den Beruf des Friseurs und heiratete im Jahr 1942 Bergit F. geb. Østrem. Das Paar zog nach Flekkefjord, wo er sich als Leiter des örtlichen Fußballvereins engagierte. Anfang 1942 versuchte die Besatzungsmacht mit Hilfe norwegischer Nationalsozialisten, die Sportvereine zu nationalisieren. Dies war ein ideologischer Konflikt. Einige Leiter von Sportvereinen in Flekkefjord boykottierten die Nazifizierung, auch Alf Skåra. Er wurde am 28. Februar 1942 verhaftet und blieb zwei Wochen eingesperrt. Danach engagierte er sich im Widerstand, erhielt die Decknamen „der General“ und „LensmannsbetjentØdegaard“ und verantwortete nachrichtendienstliche Aufgaben. Anfang Dezember 1942 wurde die Organisation von Major Laudal aufgedeckt und Alf Skåra zählte zu den ersten, die von den Deutschen verhaftet wurden. Er wurde sieben Wochen lange am Hauptsitz der Gestapo in Kristiansand verhört und gefoltert. Danach kam er in das Polizeihäftlingslager Grini nahe Oslo. Im Juni 1943 wurden 71 Häftlinge, alle aus dem Sørlandet, alle „Nacht-und-Nebel“-Häftlinge, ins KZ Natzweiler deportiert – darunter auch Alf Skåra. In Natzweiler konnte er in seinem Beruf arbeiten, für die Offiziere und deren Frauen. Er bekam größere Essensrationen und teilte sie mit Mitgefangenen aus Egersund oder Flekkefjord, die krank und schwach waren. Anfang September 1944 wurden die Häftlinge nach Dachau evakuiert. Alf Skåra wurde kurz darauf nach Mauthausen und später nach Gusen überstellt. Dort kam er am 21. Dezember 1944 ums Leben. Sein Name findet sich auch auf Denkmälern in Egersund und Flekkefjord. |
|              | HIER WOHNTE THORVALD MARKUS THORKILDSEN GEB. 1914 WIDERSTANDSBEWEGUNG VERHAFTET 16.1.1943 INTERNIERT IN GRINI MØLLERGATA 19 DEPORTIERT 1944 NATZWEILER, DACHAU ERMORDET 14.3.19456 MAUTHAUSEN-EBENSEE | Høgåsveien 1    | Thorvald Markus Thorkildsen wurde am 5. Dezember 1901 in Mandal geboren. Er war Fahrer der Busgesellschaft De Sammensluttede Bilruter und heiratete Emmy Johanne geb. Kvarø, geboren am 26. Dezember 1909. Das Paar lebte in Flekkefjord und bekam drei Kinder: Arne, geboren am 12. August 1931, Ingrid, geboren am 8. Dezember 1934, und Svein Olav, geboren am 16. Oktober 1939. Thorkildsens Route ging von Flekkefjord nach Kristiansand. Er schloss sich dem Widerstand an und wurde als Kurier eingesetzt. Er bekam Meldungen für den militärischen Geheimdienst XU übergeben, versteckte sie in seiner Fahrerkappe und überbrachte sie den Zielpersonen. Am 16. Januar 1943 wurde Thorvald Markus Thorkildsen von den Deutschen verhaftet. Er wurde im Gefängnis von Flekkefjord und dann im Gestapo-Hauptquartier Arkivet in Kristiansand gefangen gehalten. Am 30. April 1943 wurde er ins Polizeihäftlingslager Grini überstellt und bekam die Häftlingsnummer 7462 zugeteilt. Sieben Monate später, am 30. Dezember 1943, wurde er ins Gefängnis Møllergata 19 in Oslo verlegt. Er zählte zu den Häftlingen, die aufgrund des Nacht-und-Nebel-Erlasses spurlos verschwinden sollten. Am 5. Mai 1944 wurde er in das Konzentrationslager Natzweiler deportiert, wo er mit Häftlingsnummer 13892 registriert wurde. Im Herbst desselben Jahres wurde das KZ evakuiert, er kam nach Dachau und eine Woche später nach Mauthausen. Dort wurde ihm die Häftlingsnummer 99274 zugeteilt und er wurde zur Zwangsarbeit im Außenlager Ebensee eingeteilt. Er kam am 14. März 1945 um, im Alter von 44 Jahren. |

## Verlegedatum
- 23. Oktober 2021[9]